# مری، خیبر پختونخوا
مری (به انگلیسی: Mari) یک منطقهٔ مسکونی در پاکستان است که در خیبر پختونخوا واقع شده‌است. مری ۱٬۳۴۱ متر بالاتر از سطح دریا واقع شده‌است.